# Orgedeuil
Orgedeuil è un comune francese di 229 abitanti situato nel dipartimento della Charente, nella regione della Nuova Aquitania.

## Monumenti e luoghi d'interesse
Grotta di Fontéchevade: una grotta nota per la scoperta, nel 1947, di antichi resti umani e strumenti risalenti ad un periodo compreso tra 200.000 e 120.000 anni fa. I fossili sono costituiti da due frammenti di cranio, per uno dei quali si ipotizza l'appartenenza alla specie dell'Homo neanderthalensis.

## Società

### Evoluzione demografica
Abitanti censiti